# Sony Ericsson K550im
索尼爱立信 K550im為索尼爱立信於2007年4月10日所推出的手機，內建200萬畫素自動對焦相機。此機為Sony Ericsson專為I-Mode所研發第二支I-Mode手機，且也是在台灣遠傳電信的獨賣機種。